# Cumella meredithi
Cumella meredithi är en kräftdjursart som beskrevs av Mihai Bacescu 1971. Cumella meredithi ingår i släktet Cumella och familjen Nannastacidae. Inga underarter finns listade i Catalogue of Life.